# マリア・レオポルディーネ・フォン・エスターライヒ＝エステ
マリア・レオポルディーネ・フォン・エスターライヒ＝エステ（Maria Leopoldine von Österreich-Este, 1776年12月10日 - 1848年6月23日）は、神聖ローマ皇帝フランツ1世およびマリア・テレジア夫妻の四男フェルディナント大公の三女。オーストリア＝エステ大公女。バイエルン選帝侯カール・テオドールの妃となった。全名はマリア・レオポルディーネ・アンナ・ヨゼフィーネ・ヨハンナ（Maria Leopoldine Anna Josephine Johanna）。

## 生涯
マリア・レオポルディーネは1776年12月10日、フェルディナントとその妃であったモデナ公エルコレ3世の娘マリーア・ベアトリーチェ・デステの間に第4子としてミラノで生まれた。
1795年2月15日、18歳のマリア・レオポルディーネは50歳以上も年の離れたバイエルン選帝侯カール・テオドールとインスブルックにて結婚した。カール・テオドールには前妻エリーザベト・アウグステとの間に存命の子がなく、プファルツ＝ズルツバッハ系ヴィッテルスバッハ家の断絶を避けるため継嗣を生むことを期待された。しかし彼女は夫との一切の接触を拒否し、カール・テオドールは嫡子を得ないまま1799年に死去した。バイエルン選帝侯位は遠戚であるプファルツ＝ツヴァイブリュッケン＝ビルケンフェルト家のマクシミリアン4世ヨーゼフ（後のバイエルン国王マクシミリアン1世）へ渡った。
カール・テオドールの歿後、マリア・レオポルディーネは農園や醸造所を購入して事業をはじめ、大きな財産を得た。また1804年11月14日にはアルコ伯ルートヴィヒと再婚した。
マリア・レオポルディーネはザルツブルクへ旅行に出かけた際に、ヴァッサーブルク・アム・イン（現バイエルン州ローゼンハイム郡）で馬車が転倒して下敷きになり死去した。1848年6月23日であった。遺体ははじめノイブルク・アン・デア・ドナウのシュテッペルクの教区教会に葬られたが、数年後にザンクト・アントニウスベルク（Antoniberg）のアルコ伯家の墓所に改葬された。

## 子女

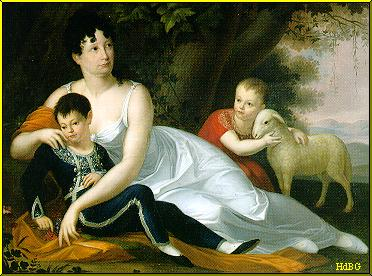
マリア・レオポルディーネと息子たち

最初の夫であるバイエルン選帝侯カール・テオドールとの間には子供はいない。また再婚する前に愛人の子を生んでいるが、その相手や子の名前、その行方は知られていない。2人目の夫であるアルコ伯ルートヴィヒ（Graf Ludwig von Arco, 1773年 - 1854年）との間には以下の2男1女をもうけた。ここでマクシミリアン・フォン・モンジュラと姻戚関係ができた。
- アロイス・ニコラウス・アンブロース・フォン・アルコ＝シュテッペルク （1808年 - 1891年）
- マクシミリアン・ヨーゼフ・ベルンハルト・フォン・アルコ＝ツィンネベルク （1811年 - 1885年）
- カロリーネ・フォン・アルコ （1814年 - 1815年）